# Rincão (Cap Verd)
Rincão (crioll capverdià Ponta Rincão) és una vila al sud de l'illa de Santiago a l'arxipèlag de Cap Verd. Està situada a 6 kilòmetres al sud-oest d'Assomada.